# Nanicelloidea
Nanicelloidea es una superfamilia de foraminíferos que en las clasificaciones tradicionales hubiese sido incluida en el suborden Fusulinina del orden Fusulinida. Su rango cronoestratigráfico abarca desde el Givetiense (Devónico medio) hasta el Frasniense (Devónico superior).

## Discusión
Clasificaciones más recientes hubiesen incluido Nanicelloidea en el suborden Endothyrida, del orden Endothyrina, de la subclase Afusulinana y de la clase Fusulinata. También ha sido incluido en el Orden Pseudopalmulida. Normalmente es considerado un sinónimo posterior de Loeblichioidea.

## Clasificación
Nanicelloidea incluía a la siguiente familia:
- Familia Nanicellidae, considerado sinónimo posterior de Loeblichiidae